# Juraj Neidhardt
Juraj Neidhardt (Zagreb, 15. listopada 1901. – Sarajevo, 13. srpnja 1979.), hrvatski arhitekt.
Studirao je u Beču, a u 30-im godinama radio je kod Behrensa u Berlinu i Le Corbusiera u Parizu. Od 1935. je u Zagrebu, a od 1938. u Sarajevu, gdje je bio sveučilišni profesor. 
Sudjelovao je na natječajima u zemlji i inozemstvu, a radio je i više urbanističkih planova (Novi Sad, Sušak, Zagreb, Vareš Majdan).
Najznačajniji projekt kojeg je izveo u Hrvatskoj, monumentalni je kompleks Nadbiskupskog sjemeništa u Zagrebu (1925. – 1927.). Riječ je o jedinstvenom primjeru ekspresionističke arhitekture u nas, jer su stilski slični projekti Drage Iblera ostali neizvedeni. Poslije 1945. godine projektira i izvodi niz objekata različitih namjena te urbanističke planove i studije, kao i rekonstrukciju čaršije u Sarajevu. 
Nastojao je postići sintezu tradicionalnih oblika i suvremene arhitekture. Proučavao je bosansku arhitekturu i sustav naselja. Veliki prijatelj Stoca. Objavio je mnoštvo publikacija osobito u graditeljskom naslijeđu i njegovoj prisutnosti u suvremenom životu. 

## Vanjske poveznice
- Neidhardt, Juraj Hrvatska tehnička enciklopedija, portal hrvatske tehničke baštine. LZMK